# ドイツ湾

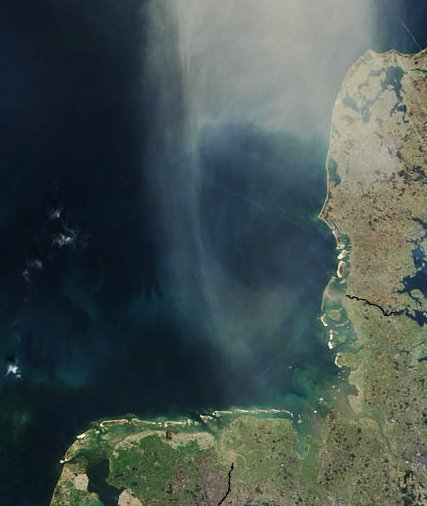
ドイツ湾の衛星写真。右側（東）はユトランド半島。

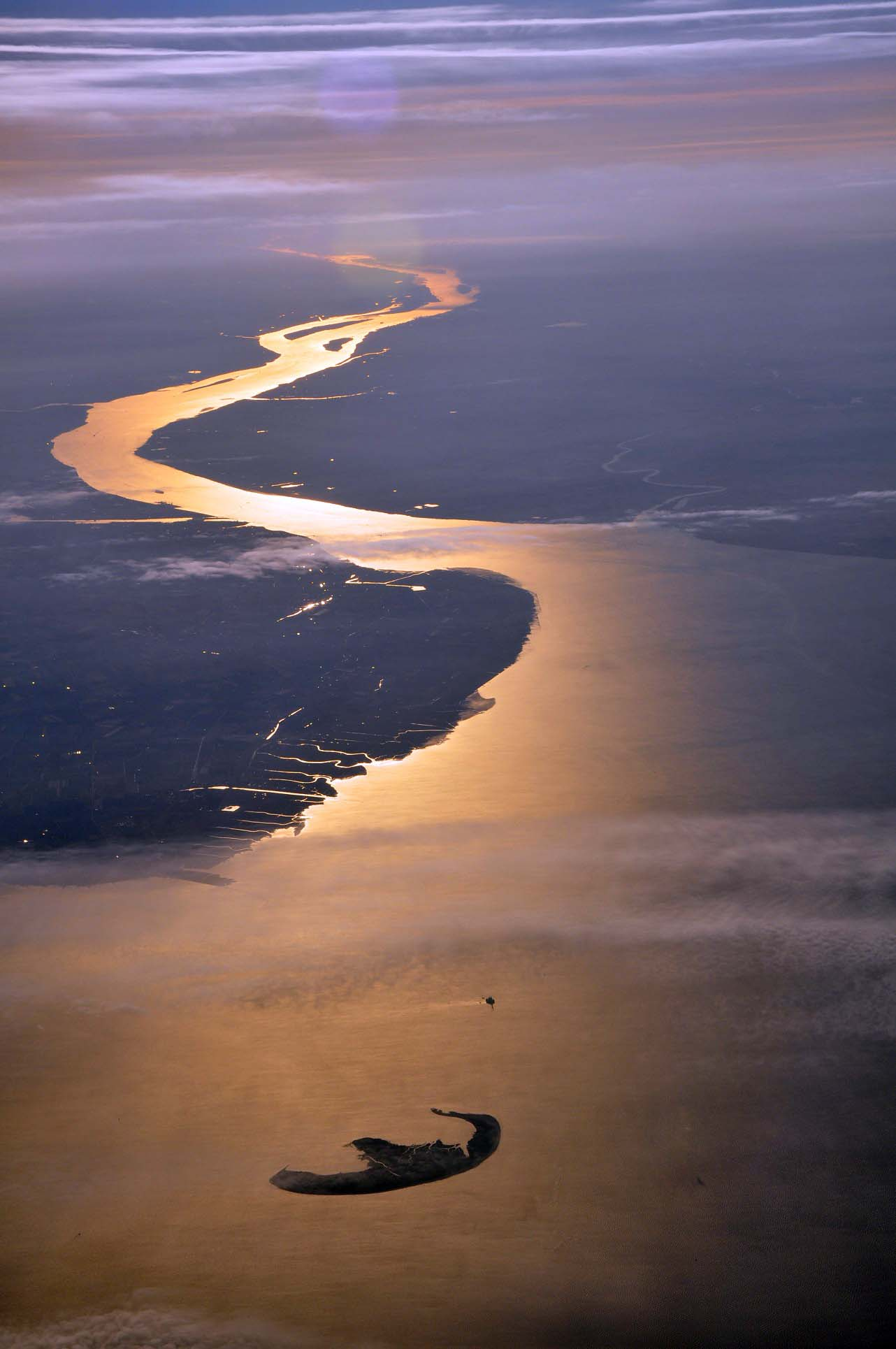
ドイツ湾の南東の角に位置するエルベ川河口およびトリッシェン。

ドイツ湾（ドイツわん、ドイツ語:Deutsche Bucht、デンマーク語:tyske bugt、オランダ語:Duitse bocht;、低ドイツ語:Düütsche Bucht、北フリジア語: Schiisk Bocht、西フリジア語: Dútske bocht）は、北海の南東の湾。南はオランダとドイツ、東はデンマークとユトランド半島に囲まれた海域である。北西にはドッガーバンクと呼ばれる砂堆がある。湾内にはフリジア諸島とデンマーク・ワッデン海諸島およびワッデン海（幅は約10kmから12km）がある。フリジア諸島とその周辺の沿岸地域は、総称してフリジアと呼ばれる。湾の南側はヘルゴラント湾とも呼ばれる。1949年から1956年にかけてBBCの海域予報（Shipping Forecast）では、現在ドイツ湾と呼ばれている地域をヘルゴラントと呼称していた。

## 利用
ドイツ湾には、ユネスコの世界遺産に登録されているワッデン海の保護を目的とした、ドイツ最大の国立公園が複数ある。ニーダーザクセン・ワッデン海国立公園、シュレースヴィヒ＝ホルシュタイン干潟国立公園、ハンブルク・ワッデン海国立公園の3つの国立公園に分かれており、これらのほとんどがノイヴェルク島周辺に位置する。その独特な自然環境故に、ドイツ湾は経済的および行楽地として利用されており、ワッデン海はドイツで最も人気のある観光地の一つとなっている。干潟のハイキングは特に人気のあるアクティビティで、国立公園局のライセンスを持ったガイドが同行する。漁業とムール貝（特にカキ）の養殖も重要な産業であり、特にヨーロッパエビジャコは地元の漁業で高く評価されている特産物である。エネルギー採掘においても重要な役割を担っており、ドイツで唯一の海上石油掘削施設（ミッテルプレート）がドイツ湾にあり、アルファ・ベンタスなどの洋上風力発電所も普及しつつある。洋上風力発電は、陸上風力発電に比べて建設費が高く、保守・修理のためのコストがかかるが、洋上では風が安定しているため発電量が維持され、効率的に運用できる。ドイツでは原子力発電を廃止し、化石燃料も廃止していく方針であるため、この2つのメリットは高い維持コストに見合うものである。

## 交通
ドイツ湾は中世以降、ハンブルク港への入港およびエルベ川河口を航行する航路として重要な役割を担ってきた。ドイツ湾に沿ったその他の主要な港は、ブレーマーハーフェン、エムデン、ヴィルヘルムスハーフェンにある。しかし、潮汐、風、波による堆積物から航路を確保するために大規模な浚渫が必要である。
座標: 北緯54度27分14秒 東経7度12分50秒 / 北緯54.45389度 東経7.21389度